# Maya Weug
Maya Weug (Pedreguer, Marina Alta, 1 de juny de 2004) és una pilot de cotxes de la WSK Final Cup de 2016. Nascuda a la Marina Alta, és filla de mare belga i pare neerlandès, i ella mateixa ha competit sota nacionalitat espanyola, belga i, posteriorment, neerlandesa.

## Biografia
Maya Weug va nàixer a Pedreguer l'any 2004, i després s'afincà a Benissa. Pilot de cotxes, des de ben menuda s'ha dedicat a l'automobilisme. En 2014 va quedar tercera en el campionat autonòmic. Poc després, en 2015, va ser subcampiona d'Espanya i l'any 2016 va ser la guanyadora de la WSK Final Cup. En el 2018 competí en el campionat Europeu, el mundial i la WSK (World Series Karting).
A principis del 2020, va ser una de les 20 candidates a un lloc a la SFDA (Scuderia Ferrari Driver Academy) i va participar en el programa «Girls on Track - Rising Stars», destinat a promoure la dedicació de les noies a l'esport del motor i oferir suport a les joves promeses d'entre 12 i 16 anys que vulguin ser pilots en carreres professionals. Maya Weug en va resultar ser escollida com la millor. I al 2021 va fer història en ser la primera dona a incorporar-se a l'Acadèmia de Pilots Ferrari (FDA) amb la puntuació més gran obtinguda mai.
Al 2021 va debutar en el campionat italià de Fórmula 4, corrent en monoplaça amb l'equip Iron Dames-Iron Lynx. Va acabar l'any en setena posició a la Rookies Cup. També va rodar en el circuit alemany, fent una novena posició a Spielberg. L'any 2022 va aconseguir passar a la Formula Regional amb Kic Motorsport. L'any 2023 va continuar avançant en aquesta categoria, sempre dins de les deu primeres posicions. I el 2024 debuta a la F1 Academy sota el paraigües de l'Scuderia Ferrari dins l'equip PREMA Racing, quedant en la 3a posició en el seu primer any. En el segon any segueix amb el suport de Ferrari però a l'equip MP Motorsport.